# Поляна (област Силистра)
 За другите български села с това име вижте Поляна.  
Поляна е село в Североизточна България. Намира се в община Ситово, област Силистра.

## География
Село Поляна е разположено в североизточната част на Дунавската равнина и е с надморска височина 117 m, на 27 km от Силистра и на площ от 15,556 km². Географските данни на селото са: 44.067N географска ширина и 26.983E географска дължина. Часовият пояс, към който спада и цялата страна, е GMT+2.
 Преобладаващи типове почви в района са излужени черноземи, тежко песъкливо-глинести, като се срещат и ерозирани черноземи.

## История
През османския период селото се нарича Ялъ̀ Чаталджа.
През Първата световна война край селото се сражава Девети конен полк. През периода 1919-1940 година селото е под румънско владение заедно с цяла Северна и Южна Добруджа. Според запазените писмени свидетелства от 150 живущи в селото български семейства преди войната поради преселване през 1929 година в Ялъ̀ Чаталджа са останали едва петнадесет, а селото възлиза на 16 къщи.
Със заповед на МЗ № 2909/обн. 31 юли 1942 г. селото се преименува на село Поляна. Устните предания разказват, че името е избрано заради благоприятните географски условия на мястото, където е разположено.

## Религии
Основната регилия е православното християнство. През годините е имало представители, които са изповядвали и други религии.

## Обществени институции
Поради малкия брой на населението селото няма кметска единица, но има кметски наместник. Към октомври 2014 година длъжността се изпълнява от Йорданка Костадинова. През 2015 г. в село Поляна се провеждат избори за кмет като за Кмет е избрана Йорданка Костадинова.

## Културни и природни забележителности
Сред културните забележителности на Поляна е читалище „Свобода“. То е известно с певческия си състав, който е носел много успехи за селото в миналото. Под дългогодишното ръководство на местната деятелка Марина Дончева певческият състав се е представял и печелил множество конкурси, състезания и надпявания. Последните награди и грамоти на състава са от съборите в Рожен през 2000 година и на Националния събор на българското народно творчество – Копривщица през 2005 година. Съставът вече не съществува, но разказите и спомените живеят в историята на Поляна.
Читалището разполага с библиотека с 38 единици, а се подготвя и музейна експозиция със снимки и награди на певческия състав. Читалище „Свобода“ е регистрирано под номер 1133 в Министерство на културата на Република България.
Според популярна местна легенда в могилата в началото на селото е погребан виден български управник от Средновековието.
Сред природните забележителности в Поляна са множество гори и поляни, богати на разнообразни животински и растителни видове.

## Редовни събития
Ежегодно в селото се провежда събор. Датата на събитието е различна и се определя от датата на първата събота от месец септември.
В миналото ежегодно събитие са били надбягванията с коне или т.нар. кушии, които са се провеждали на Тодоров ден. Урбанизацията на населението в последните години почти е заличила тази традиция. Напоследък такива надбягвания се организират сборно от няколко съседни села.

## Личности
- Петър Петров-Пешо Мустака (1949 – 2010)